# Port autonome du Pirée
Le port autonome du Pirée est le plus grand port maritime de Grèce et l'un des plus grands du bassin méditerranéen. Il figure également parmi les 10 grands ports pour conteneurs européens. Le port est l'un des employeurs les plus importants de la région avec plus de 1 500 employés qui fournissent des services à plus de 24 000 navires chaque année.

## Histoire
Jusqu'au IIIe millénaire av. J.-C., Le Pirée est une île rocheuse reliée au continent par un tronçon de terre inondé par la mer durant une large partie de l'année. La région est devenue de plus en plus vaseuse et les inondations se sont arrêtées, reliant ainsi en permanence Le Pirée au continent et formant plusieurs ports : le principal, Cantharus, et deux plus petits, les ports de Zéa et Munichie. En 493 avant Jésus-Christ, Thémistocle lance les fortifications du Pirée et avise les Athéniens de profiter du potentiel stratégique de ses ports naturels. En 483 avant Jésus-Christ, la flotte athénienne quitte le vieux port de Phalère et est transférée au Pirée, se distinguant dans la bataille de Salamine entre les cités grecques et les Perses en 480 avant Jésus-Christ.
Les années suivantes, Thémistocle lance la construction du fort et crée des hangars pour les navires. Les murs sont achevés en 471 avant Jésus-Christ. Le port autonome du Pirée se transforme alors en un port militaire et commercial qui sert de base de la marine permanente pour la flotte athénienne. À la fin du IVe siècle av. J.-C., Le Pirée subit une longue période de déclin et les ports sont occasionnellement utilisés par la flotte byzantine. La ville est en grande partie abandonnée durant l'occupation ottomane de la Grèce.

## Rachat par Cosco Shipping
Le 8 avril 2016, le premier ministre grec Aléxis Tsípras, Xu Lirong, président de Cosco ainsi que le directeur de l'agence des privatisations grecque, le Hellenic Republic Asset Development Fund, signent le contrat de vente du port. Celui-ci s'élève à 368,5 millions d'euros. Le contrat prévoit l'achat par le groupe chinois de 51 % du port pour 280,5 millions d'euros puis 16 % pour 88 millions d'euros cinq ans plus tard.
COSCO est une société chinoise qui exploite une grande partie du port de conteneurs.

## Chiffres
En 2007, le port autonome du Pirée gère plus de 20 millions de tonnes de marchandises et traite plus d'un million de conteneurs. Il est alors le port de fret le plus fréquenté en Grèce et le plus grand port de conteneurs dans le pays et du bassin méditerranéen oriental.